# Alpiscaptulus medogensis
Alpiscaptulus medogensis — вид ссавців родини кротових; єдиний вид у свому роді. Ендеміком Тибету, де живе лише в околицях Намче-Барва в окрузі Медог.

## Еволюція
Філогенетичні та викопні дані вказують на те, що кроти Scalopini еволюціонували в Євразії та мігрували до Північної Америки протягом неогену; проте кроти Alpiscaptulus medogensis і Scapanulus oweni не є реліктовими євразійськими кротами-скалопінами, а є нащадками північноамериканських кротів, які мігрували назад до Євразії.
Філогенетичні дані підтверджують, що кроти Ганьсу і Медог були найближчими живими родичами один одного і розходилися в середньому пізньому міоцені, приблизно 11.59 мільйонів років тому. Вважається, що швидке підняття Тибетського нагір’я і подальша зміна клімату призвели до розбіжності двох родів. Їх середовище проживання могло служити притулком під час періодів зледеніння, дозволяючи їм зберігатися, поки більшість інших євразійських скалопінів вимерли.

## Середовище проживання
Цей вид відомий лише зі схилів Намча Барва, найвищої вершини східних Гімалаїв і 27-ї найвищої гори на Землі, де два екземпляри були зібрані з нір на висоті 2400 метрів (у чагарнику Quercus з рясним трав'яним покривом) і 3700 метрів над рівнем моря (у вересовому лісі зі змішаними бамбуковими лісами). 